# Britz (bei Eberswalde)
Britz ist eine amtsangehörige Gemeinde im Landkreis Barnim in Brandenburg. Sie wird vom Amt Britz-Chorin-Oderberg verwaltet, das seinen Sitz in Britz hat.

## Geografie
Die Gemeinde liegt fünf Kilometer nördlich von Eberswalde.

## Gemeindegliederung
Zur Gemeinde gehören die Wohnplätze Ferdinandsfelde, Forsthaus, Grenzhäuser und Kolonie Britz.

## Geschichte

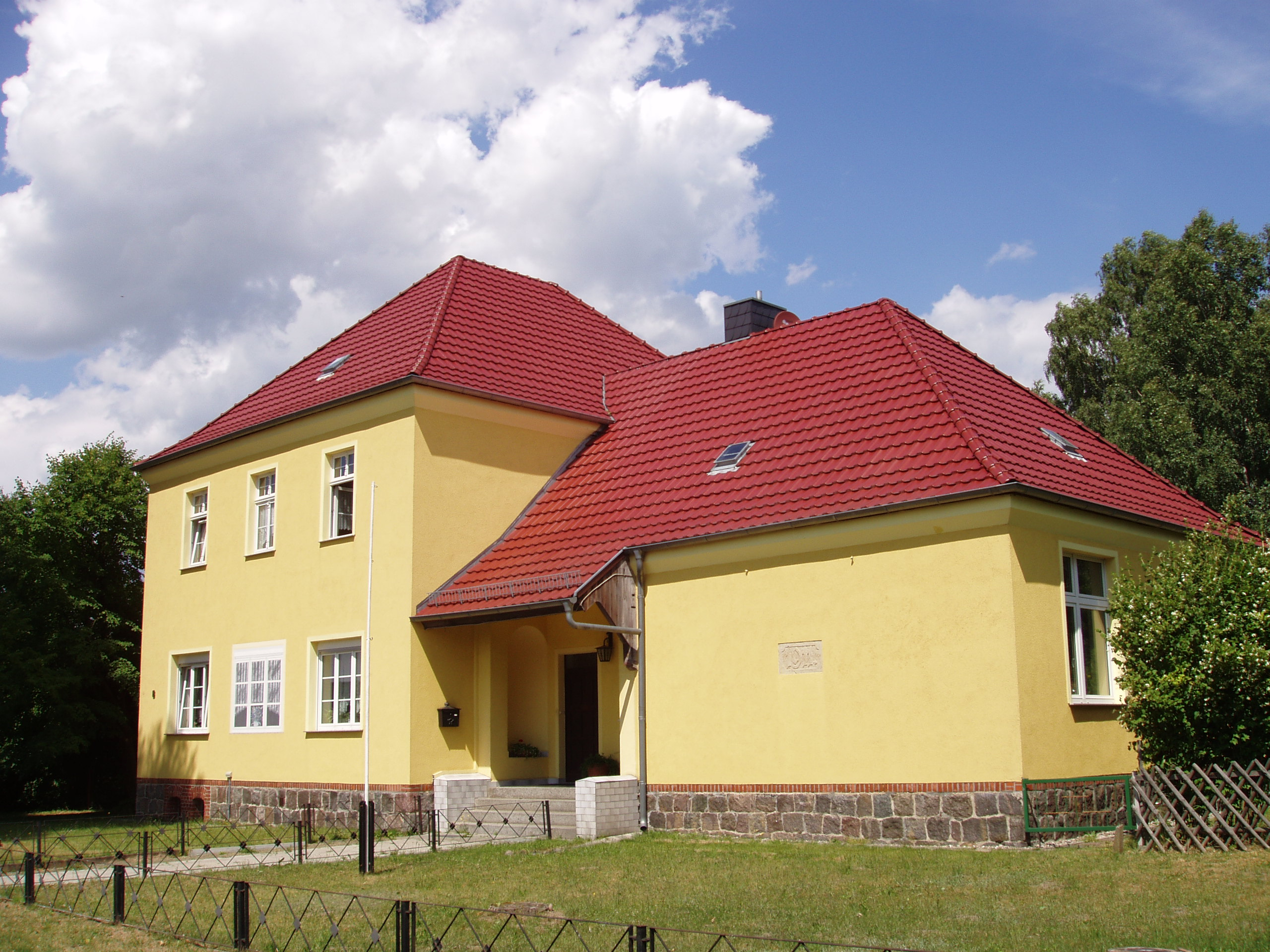
Ehemaliges Schulgebäude mit ehemaliger Heimatstube

Der Ortsname leitet sich vom slawischen Wort für Birke breza ab. Die Existenz einer slawischen Siedlung an dieser Stelle konnte archäologisch bislang jedoch nicht bewiesen werden.
Britz, ein Angerdorf im markgräflichen Besitz, wurde erstmals in der Stiftungsurkunde für das Zisterzienser-Kloster Mariensee auf dem Pehlitzwerder im Parsteiner See vom 2. September 1258 urkundlich erwähnt. Es sind Überreste der damals errichteten romanischen Kirche erhalten. 1277 kam das Dorf mit damals 53 Hufen durch markgräfliche Schenkung an das Kloster Chorin. Nach dem Übertritt des Kurfürsten Joachim II. zum evangelischen Glauben wurde der Besitz des Klosters 1543 eingezogen und von einem Domänenamt verwaltet bzw. verpachtet. Ab 1555 befand sich im Dorf ein Rittergut.
Im Dreißigjährigen Krieg wurde auch Britz schwer in Mitleidenschaft gezogen. 1639 wurde es von schwedischen Truppen unter General Banér geplündert und verwüstet. Aufgrund der Entvölkerung des Dorfs wurden von Kurfürst Friedrich Wilhelm 1650 holländische Kolonisten angesetzt. Trotzdem gab es 1687 in Britz nur noch sechs Bauern auf 21 Hufen. Nach dem Edikt von Potsdam kamen in den 90er Jahren des 17. Jahrhunderts zusätzlich französische Hugenotten ins Dorf.
1838 wurde das Domänenamt Chorin aufgelöst. Britz wurde selbstständige Gemeinde. Als 1840–41 die Berlin-Stettiner Eisenbahn gebaut wurde, berührte diese zwar Britzer Gemeindegebiet, es wurde hier aber kein Haltepunkt angelegt. Zur Mitte des Jahrhunderts wurde die an Britz vorbeiführende Chaussee Eberswalde–Joachimsthal erbaut. 1873 wurde in der Nachbarschaft des Dorfs das sogenannte „Kaisergleis“ eingerichtet, auf dem der kaiserliche Salonwagen abgestellt wurde, wenn Wilhelm I. sein Jagdrevier in der Schorfheide besuchte. Als ab 1875 auch Personenzüge probeweise hielten, wurden 1876 die ersten Häuser zwischen Britz und der Eisenbahnlinie gebaut. So entstand der Ortsteil Britz-Kolonie.
Der Anschluss an das Bahnnetz förderte die wirtschaftliche Entwicklung. 1901 errichtete das Radiatorenwerk Eberswalde in Britz-Kolonie eine Eisengießerei, die 1912 in die Britzer Eisenwerk GmbH umgewandelt wurde. Das Eisenwerk war der größte Arbeitgeber im Ort. 1945 arbeiteten hier 550 Mitarbeiter, darunter zahlreiche Kriegsgefangene aus dem Waldlager Britz. Am 26. April 1945 wurde Britz von der Roten Armee besetzt.
Britz gehörte seit 1817 zum Kreis Angermünde in der Provinz Brandenburg und ab 1952 zum Kreis Eberswalde im DDR-Bezirk Frankfurt (Oder). Seit 1993 liegt die Gemeinde im brandenburgischen Landkreis Barnim. Im Zuge der Ämterbildung im Land Brandenburg schloss sich Britz mit sieben weiteren Gemeinden zum Amt Britz-Chorin zusammen, dem vom Ministerium des Innern noch zwei weitere Gemeinden zugeordnet wurden. Zum 1. Januar 2009 wurde das benachbarte Amt Oderberg aufgelöst und dem Amt Britz-Chorin vier weitere Gemeinden zugeordnet. Das Amt wurde gleichzeitig in Amt Britz-Chorin-Oderberg umbenannt. Das Amt hat seinen Sitz in Britz.

## Bevölkerungsentwicklung
| Jahr | Einwohner |
| ---- | --------- |
| 1875 | 0 537     |
| 1890 | 0 668     |
| 1910 | 1.312     |
| 1925 | 1.644     |
| 1933 | 2.032     |
| 1939 | 2.290     |

| Jahr | Einwohner |
| ---- | --------- |
| 1946 | 2.345     |
| 1950 | 2.321     |
| 1964 | 2.445     |
| 1971 | 2.552     |
| 1981 | 2.481     |
| 1985 | 2.379     |

| Jahr | Einwohner |
| ---- | --------- |
| 1990 | 2.212     |
| 1995 | 2.151     |
| 2000 | 2.405     |
| 2005 | 2.307     |
| 2010 | 2.156     |
| 2015 | 2.137     |

| Jahr | Einwohner |
| ---- | --------- |
| 2020 | 2.137     |
| 2021 | 2.113     |
| 2022 | 2.070     |
| 2023 | 2.080     |
| 2024 | 2.100     |

Gebietsstand des jeweiligen Jahres, Einwohnerzahl: Stand 31. Dezember (ab 1991), ab 2011 auf Basis des Zensus 2011, ab 2022 auf Basis des Zensus 2022

## Politik

### Gemeindevertretung
Die Gemeindevertretung von Britz besteht aus zwölf Gemeindevertretern und dem ehrenamtlichen Bürgermeister. Die Kommunalwahl am 9. Juni 2024 führte bei einer Wahlbeteiligung von 71,2 % zu folgendem Ergebnis:
| Partei / Wählergruppe                | Stimmenanteil 2019 | Sitze 2019 |        | Stimmenanteil 2024 | Sitze 2024 |
| ------------------------------------ | ------------------ | ---------- | ------ | ------------------ | ---------- |
| Unabhängige Wählergemeinschaft Britz | 83,9 %             | 10         | 80,3 % | 10                 |            |
| FDP                                  | –                  | –          | 07,8 % | 1                  |            |
| Die Linke                            | –                  | –          | 06,7 % | 1                  |            |
| Einzelbewerberin Christin Ahl        | 04,7 %             | 1          | 05,2 % | –                  |            |
| Einzelbewerber Sven Krumbach         | 11,4 %             | 1          | –      | –                  |            |
| Insgesamt                            | 100 %              | 12         | 100 %  | 12                 |            |

### Bürgermeister
- 1991–2001: Werner Ahl
- seit 2001: André Guse (Unabhängige Wählergemeinschaft Britz)

Guse wurde in der Bürgermeisterwahl am 26. Mai 2019 ohne Gegenkandidat mit 79,9 % der gültigen Stimmen wiedergewählt. Am 9. Juni 2024 wurde er wiederum ohne Gegenkandidat mit 78,4 % der gültigen Stimmen in seinem Amt bestätigt.

### Wappen
| Wappen von Britz | Blasonierung: „In Grün auf goldenem Boden zwei verschränkte goldene Birkenschösslinge, unten überdeckt von zwei schwebenden, schräggekreuzten silbernen Sensen.“ |
| Wappen von Britz | Das Wappen wurde vom Erfurter Heraldiker Frank Diemar gestaltet und am 24. August 2005 durch das Ministerium des Innern genehmigt.                               |

### Flagge
„Die Flagge ist Grün – Gelb – Grün (1:3:1) gestreift und mittig mit dem Gemeindewappen belegt.“

## Sehenswürdigkeiten

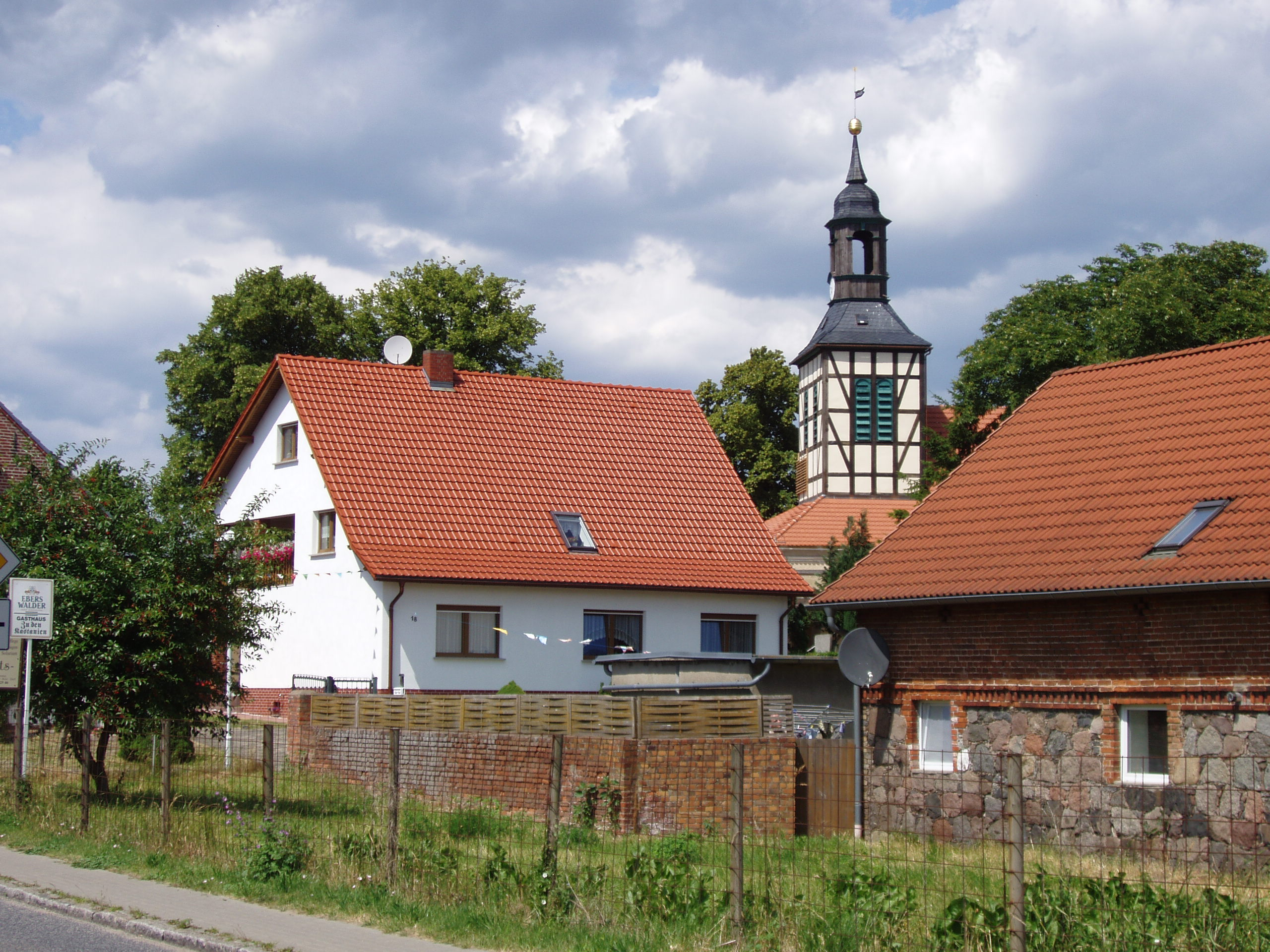
Britz-Dorf mit Dorfkirche

In der Liste der Baudenkmale in Britz und der Liste der Bodendenkmale in Britz stehen die in der Denkmalliste des Landes Brandenburg eingetragenen Kulturdenkmale.

### Bauwerke
Die heute evangelische Britzer Dorfkirche stammt aus dem 13. Jahrhundert und ist damit eine der ältesten Kirchen des Barnim. Sie wurde zwischen 1263 und 1274 von Bischof Heinrich von Ostheeren geweiht. In den Jahren 1895–96 wurde sie neubarock umgebaut. Der heutige Kirchturm aus Fachwerk stammt aus dem Jahre 1768. Er trägt als Dachaufsatz eine sogenannte Laterne. Die Kirche besitzt eine Orgel von Johann Simon Buchholz von um 1825.

### Naturdenkmale
Siehe Liste der Naturdenkmale in Britz (bei Eberswalde)

## Wirtschaft und Infrastruktur

### Wirtschaft
Die als Eberswalder Würstchen bekannten Wiener werden in der EWG Eberswalder Wurst in Britz hergestellt. In den Jahren 1975/76 als Europas modernster Schlacht- und Zerlegebetrieb unter dem Namen Schlacht- und Verarbeitungskombinat Eberswalde (SVKE) auf 65 Hektar Fläche gegründet, zählte es zu den größten Betrieben seiner Art. 2013 hatte das Unternehmen einen Jahresumsatz von 110 Millionen Euro.
Die Britzer Eisengießerei schloss nach fast 100-jährigem Bestehen im Juli 2000.

### Verkehr
Britz liegt an der Landesstraße L 23 zwischen Joachimsthal und Eberswalde. Die nächstgelegene Autobahnanschlussstelle ist Chorin an der A 11 Berlin–Stettin.
Am seit Februar 1875 bestehenden Bahnhof Britz an der Berlin-Stettiner Eisenbahn zweigt die Bahnstrecke nach Joachimsthal ab.
Am Bahnhof halten jeweils stündlich Züge der Linien:
- Regional-Express-Linie RE
 3 Schwedt (Oder) / Stralsund Hbf – Greifswald – Pasewalk – Angermünde – Eberswalde Hbf – Bernau (b Berlin) – Nord-Süd-Tunnel Berlin – Ludwigsfelde – Luckenwalde – Jüterbog – Lutherstadt Wittenberg, betrieben von der DB Regio Nordost
- Regionalbahnlinie RB 63 Eberswalde Hbf – Alt Hüttendorf – Joachimsthal Kaiserbahnhof – Joachimsthal, betrieben von der NEB

### Bildung und Wissenschaft

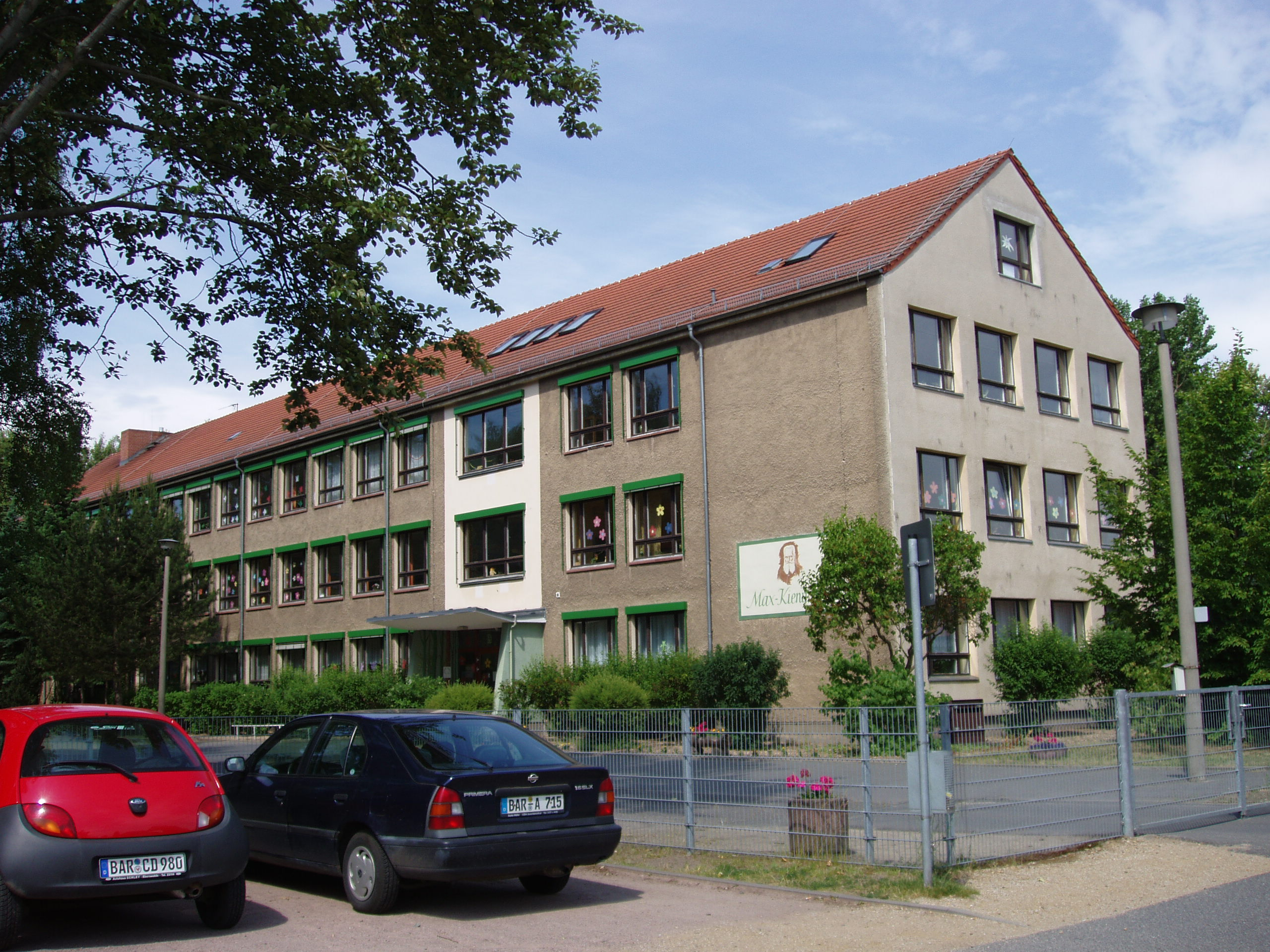
Max-Kienitz-Schule

Britz besitzt seit Mitte des 19. Jahrhunderts eine Schule. Die heutige Max-Kienitz-Grundschule befindet sich im Ortsteil Kolonie in einem von 1961 bis 1963 errichteten Schulgebäude. Die damalige Polytechnische Oberschule trug seit 1973 den Namen Pablo Neruda und wurde nach der politischen Wende zunächst als Gesamtschule mit Grundschulteil fortgeführt, bis die abnehmende Schülerzahl zur Einstellung der Sekundarstufe I führte.
Im nordöstlich von Britz-Kolonie gelegenen Wald befindet sich die ökologische Versuchsstation Britz. Hier betreibt das Institut für Waldökosysteme Eberswalde, ein Fachinstitut des Johann Heinrich von Thünen-Instituts, eine Großlysimeteranlage, die bei ihrer Inbetriebnahme 1974 die größte der Welt war. In dem Komplex aus neun Großlysimetern wird der Wasserverbrauch von aufwachsenden Baumarten im Rein- und Mischbestand gemessen.

### Sport
Die Handballmannschaft der 1979 gegründeten Betriebssportgemeinschaft des Schlacht- und Verarbeitungskombinates Eberswalde-Britz (BSG SVKE Britz), spielte in der Saison 1987/88 für ein Jahr in der DDR-Oberliga. Britz ist damit die nach Einwohnern betrachtet kleinste eigenständige Gemeinde, die jemals einen Erstligisten im deutschen Ligahandball stellte (vor Großwallstadt). Nach der Wiedervereinigung wurde aus der Handballsektion der BSG SVKE Britz der heutige Oberligist 1. SV Eberswalde. Unter der vorübergehenden Bezeichnung SV Eberswalde-Britz spielte der Verein 1991/92 und 1992/93 in der 2. Bundesliga Nord. Als Nachfolgeverein der Fußballsektion der BSG „Stahl Britz“ wurde 1990 der FSV Fortuna Britz 90 e. V. gegründet. 1991 kam hier die Sektion Billard hinzu.
Zurzeit treiben im FSV Fortuna Britz 90 e. V. etwa 200 Sportbegeisterte in den Abteilungen Fußball, Billard, Volleyball, Gymnastik, Popgymnastik und in der allgemeinen Sportgruppe „Powerfrauen“ regelmäßig Sport.

## Persönlichkeiten

### Ehrenbürger
- Fritz Gieseler (1928–2020), ehemaliger Schuldirektor
- Werner Ahl (1947–2016), Bürgermeister 1991–2001
- Herbert Mielke (* 1947), stellvertretender Präsident des FSV Fortuna Britz

Sie wurden beim Festakt zum 750-jährigen Dorfjubiläum am 6. Juni 2008 zu Ehrenbürgern ernannt.

### Sonstige
- Hans-Joachim Laesicke (* 1954), Politiker (SPD), von 1993 bis 2018 Oberbürgermeister von Oranienburg
- Sebastian Walter (* 1990), Politiker (Die Linke)